# Scala di Planck

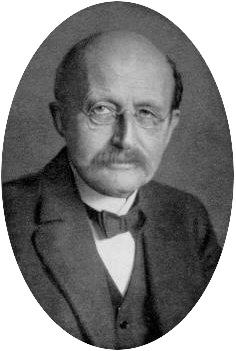
Max Planck

In fisica, la scala di Planck è la scala di riferimento che definisce il limite di applicabilità delle leggi fisiche attuali (meccanica quantistica e relatività).

## Caratteristiche
Per essere calcolata esplicitamente, deve essere riferita a una grandezza fisica precisa.
Ad esempio, può essere riferita a una lunghezza: in questo caso, abbiamo la lunghezza di Planck. Può essere riferita a una energia e abbiamo l'energia di Planck. Idem per le altre grandezze fisiche.
Tutte le grandezze di Planck possono essere calcolate in modo semplice dalla lunghezza di Planck, sfruttando proprietà dimensionali.
Ad esempio, per calcolare l'energia di Planck scriviamo:
{\displaystyle E_{P}={\frac {\hbar c}{l_{p}}}}
dove {\displaystyle E_{p}} è l'energia di Planck, {\displaystyle \hbar } è la costante di Planck ridotta, {\displaystyle c} la velocità della luce nel vuoto e {\displaystyle l_{p}} la lunghezza di Planck.

### Calcolo della distanza di Planck
Possiamo legare la misura di una distanza con la lunghezza di De Broglie di una particella sonda. Questa a sua volta può essere facilmente legata all'energia fornitale
{\displaystyle E={\frac {ch}{\lambda }}}
dove {\displaystyle \lambda } è la lunghezza di De Broglie della particella. Pertanto, più aumentiamo la precisione con cui misuriamo una distanza, più aumentiamo la concentrazione di energia in una porzione di spazio. 
Tuttavia, aumentando l'energia presente in un volume di spazio, è possibile, come conseguenza della teoria della relatività generale, che si formi un buco nero. 
Un buco nero è un oggetto la cui forza di gravità è talmente forte da piegare lo spazio su sé stesso. A causa di questo, tutto quello che entra in un buco nero non ne può più uscire. Si avrà quindi una perdita dell'informazione da parte dell'universo esterno.
Possiamo quindi ottenere una scala di lunghezza, chiedendoci qual è la distanza più piccola che riusciamo a misurare senza perdere informazione.
Un oggetto diventa un buco nero quando la sua estensione spaziale si riduce oltre quello che si chiama il suo raggio di Schwarzschild. Il raggio di Schwarzschild per un oggetto a simmetria sferica vale:
{\displaystyle r={\frac {2GM}{c^{2}}}}
dove:
- {\displaystyle M} è la massa dell'oggetto;
- {\displaystyle c} è la velocità della luce;
- {\displaystyle G}  è la costante di gravitazione universale.

Ora a causa della relatività sappiamo che la massa di un oggetto nel suo sistema di riferimento si può esprimere come {\displaystyle M=E/c^{2}}, che a sua volta, usando la relazione di De Broglie, si scrive:
{\displaystyle M={\frac {h}{c\lambda }}}
Poiché {\displaystyle \lambda } è la lunghezza di De Broglie, che rappresenta  l'ordine di grandezza di lunghezza (diametro) con cui possiamo localizzare un oggetto e il raggio di Schwarzschild è la distanza con cui possiamo localizzare un buco nero, allora possiamo scrivere:
{\displaystyle r\sim {\frac {\lambda }{2}}\sim \Delta x}
Sostituendo nella condizione di Schwarzschild, e considerando che sotto quella distanza perdiamo informazione, otteniamo
{\displaystyle \Delta x\geq {\sqrt {\frac {4Gh}{c^{3}}}}={\sqrt {\frac {8\pi G\hbar }{c^{3}}}}={\sqrt {8\pi }}\times \ell _{P}}
dove {\displaystyle \ell _{P}} è la lunghezza di Planck.